# Taboye
Taboyes est une commune malienne, située dans le département de la Nord'l, chef-lieu cercle de Bourem, dans la région de Gao.
Taboye signifie "la courbe" en Sonhraï c'est-à-dire que le fleuve Niger prend la forme d'une courbe à son niveau.

## Géographie
La commune de Taboye est limitée:
- Au nord par la commune de Bourem
- Au sud par la commune de Soni Ali Ber (cercle de Gao)
- À l'est par la commune de Tarkint et le Tilemsi
- À l'ouest par la commune de N'Tillit (commune de Gao).

Sa population est estimée à 28.450 habitants.
Elle est habitée par les Sonhraïs, les Tamasheques et les bozos.
Elle est composée de 8 villages et fractions: Bia, Hamane-Koira, Moudakane, Dengha, Ouani, Tondibi, Hâ et Kel Rhalla.

## Création
La commune de Taboye est une partie de la commune de Bourem-Foghas mais la loi n° 96-059 du 4 novembre 1996 a fait de Taboye une commune à part.

## Histoire
La guerre de Ouani : du 26 au 27 mars 1949 une insurrection contre les colons blancs fut déclenchée au niveau du village de Ouani avec à sa tête Cheick Moussa Amin.
Camp Pénal de Bia : lieu de pénitence des Askia, lieu de déportation des hamalistes mauritiens sous la colonisation.
La bataille de Dengha : Pour la succession de Soni Ali Ber mort dans le Sankarani de retour de bataille contre les Mossi opposition entre son fils Soni Bakari et Askia Mohamed Touré le 2 avril 1495.